# Tahmina Kohistani
Tahmina Kohistani, en persa: تهمینه کوهستانی‎; (Provincia de Kapisa, 8 de junio de 1989) es una corredora afgana de 100 metros lisos.

## Trayectoria
Tahmina Kohistani nació en Pakistán, donde su familia se trasladó para huir del régimen talibán. Regresó a Kabul un mes después de la caída de los talibanes en 2012.
Tahmina estudió para ser entrenadora deportiva y empezó a correr en 2004. En una entrevista, admitió que entrenar es difícil en su país, ya que los hombres no aceptan ver a una mujer haciendo deporte. En 2008, participó en su primera competición internacional en Bydgoszcz (Polonia), en los Campeonatos Mundiales Junior, donde estableció una marca personal de 15 segundos en los 100 metros. También compitió en los Campeonatos Mundiales, donde estableció una marca personal de 15 segundos en los 100 metros.
Tahmina Kohistani compitió en los Juegos Olímpicos de Londres 2012, donde estableció una nueva marca personal de 14,42 segundos en las eliminatorias de 100 metros. Aunque no pasó a la primera ronda. Su anterior marca personal en los 100 metros fue de 15,00 en una competición celebrada en Bydgoszcz (Polonia) en 2008.
Tahmina Kohistani compitió en los Juegos Olímpicos de Verano de 2012 en Londres, logrando una nueva marca personal de 14,42 segundos en las eliminatorias de 100 metros de distancia. No avanzó a la primera ronda. Su anterior mejor marca personal en los 100 metros fue 15,00 en una competición en Bydgoszcz, Polonia, en 2008. 

## Reconocimientos
En 2015, fue seleccionada en la lista de 100 mujeres de la BBC.

## Marcas

### 100 metros lisos
| Año  | Resultado | Lugar     | Fecha    | Rango. Mundo |
| ---- | --------- | --------- | -------- | ------------ |
| 2012 | 14"42     | Londres   | 3-8-2012 | -            |
| 2008 | 15"00     | Bydgoszcz | 8-7-2008 | -            |

## Competiciones
| Año  | Competición                          | Sede      | Evento | Resultado     | Marca | Nota              |
| ---- | ------------------------------------ | --------- | ------ | ------------- | ----- | ----------------- |
| 2008 | Mundial Juvenil                      | Bydgoszcz | 100 m  | Primera ronda | 15"00 | Registro personal |
| 2012 | Campeonato Mundial en Pista Cubierta | Estambul  | 60 m   | Primera ronda | 9"32  | Récord nacional   |
| 2012 | Juegos Olímpicos                     | Londres   | 100 m  | Preliminar    | 14"42 | Registro personal |
| 2014 | Juegos Asiáticos                     | Inchon    | 200 m  | Primera ronda | 31"08 |                   |